# Associação de Voleibol de Granada
A Associação de Voleibol de Granada  (em inglesːGrenada Volleyball Association,GVA) é  uma organização fundada em 1989 que governa a pratica de voleibol na Granada (país), sendo membro da Federação Internacional de Voleibol, a entidade é responsável por  organizar  os campeonatos nacionais de  voleibol masculino e feminino no país.